# レオノール・デ・グスマン
レオノール・ヌニェス・デ・グスマン（Leonor Núñez de Guzmán, 1310年 - 1351年）は、カスティーリャ王アルフォンソ11世の愛妾。

## 生涯
カスティーリャ貴族ペドロ・デ・グスマンと妻フアナ・ポンセ・デ・レオン（レオン王アルフォンソ9世の子孫）の娘として、セビーリャで生まれた。ユダヤ人の血もひくと言われる。1320年代後半から、アルフォンソ王の寵愛を受け、10子を生んだ。王がマリア王妃を宮廷から遠ざけていたため、レオノールは実質的な王妃扱いを受けていた。アルフォンソの死後、謀反の疑いをかけられ、タラベラ・デ・ラ・レイナ（現在のスペイン・トレド県の都市）で処刑された。

## 子女
- ペドロ・アルフォンソ（1330年 - 1338年）
- フアナ（1330年 - 1375年）
- サンチョ（1331年 - 1343年）
- エンリケ（1334年 - 1379年）　のちのカスティーリャ王エンリケ2世
- ファドリケ（1335年 - 1358年）　サンティアゴ騎士団団長
- フェルナンド（1336年 - 1342年）
- テリョ（1337年 - 1370年）
- フアン（1341年 - 1359年）
- サンチョ（1342年 - 1374年）　アルブルケルケ伯
- ペドロ（1345年 - 1359年）